# Кофемашина

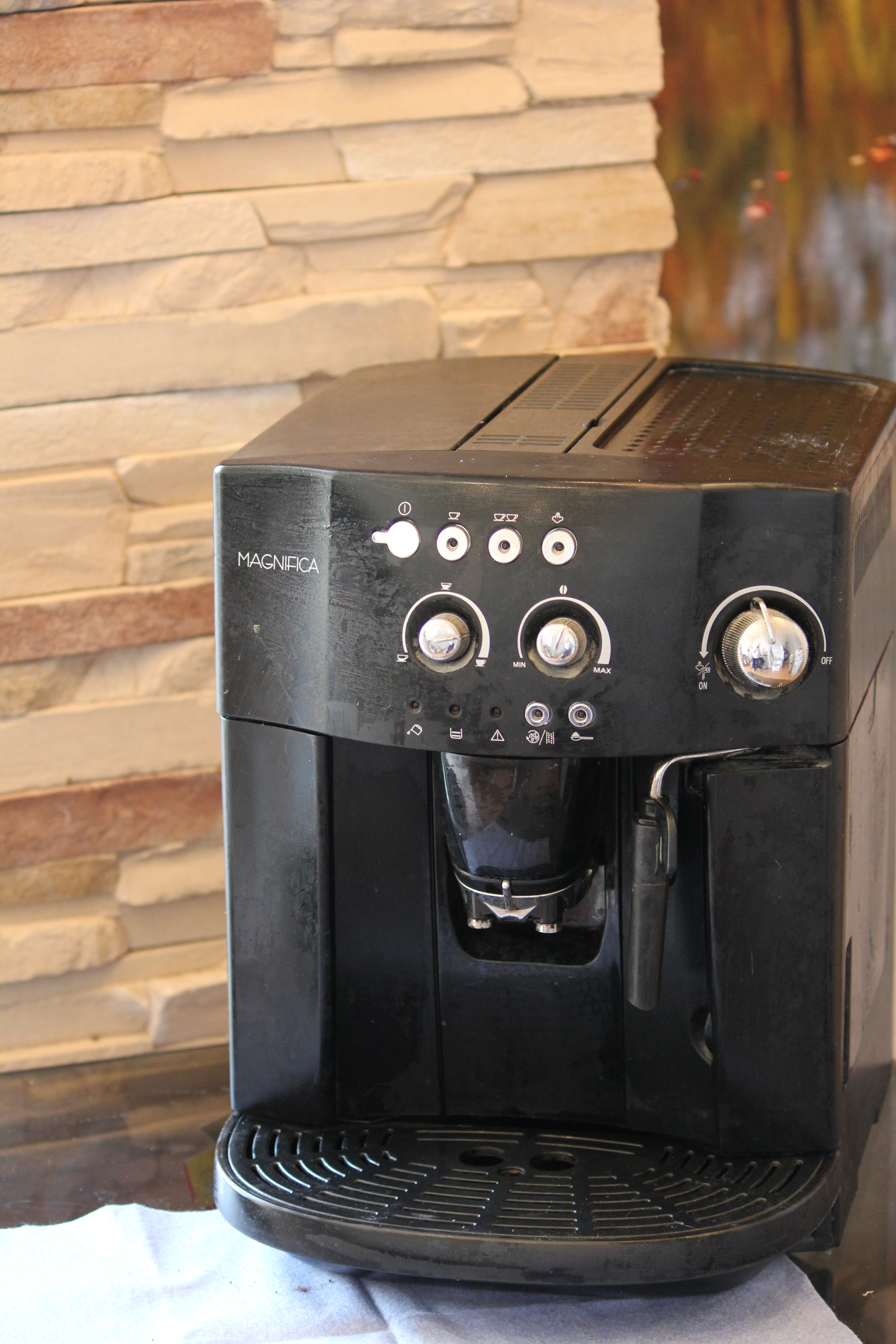

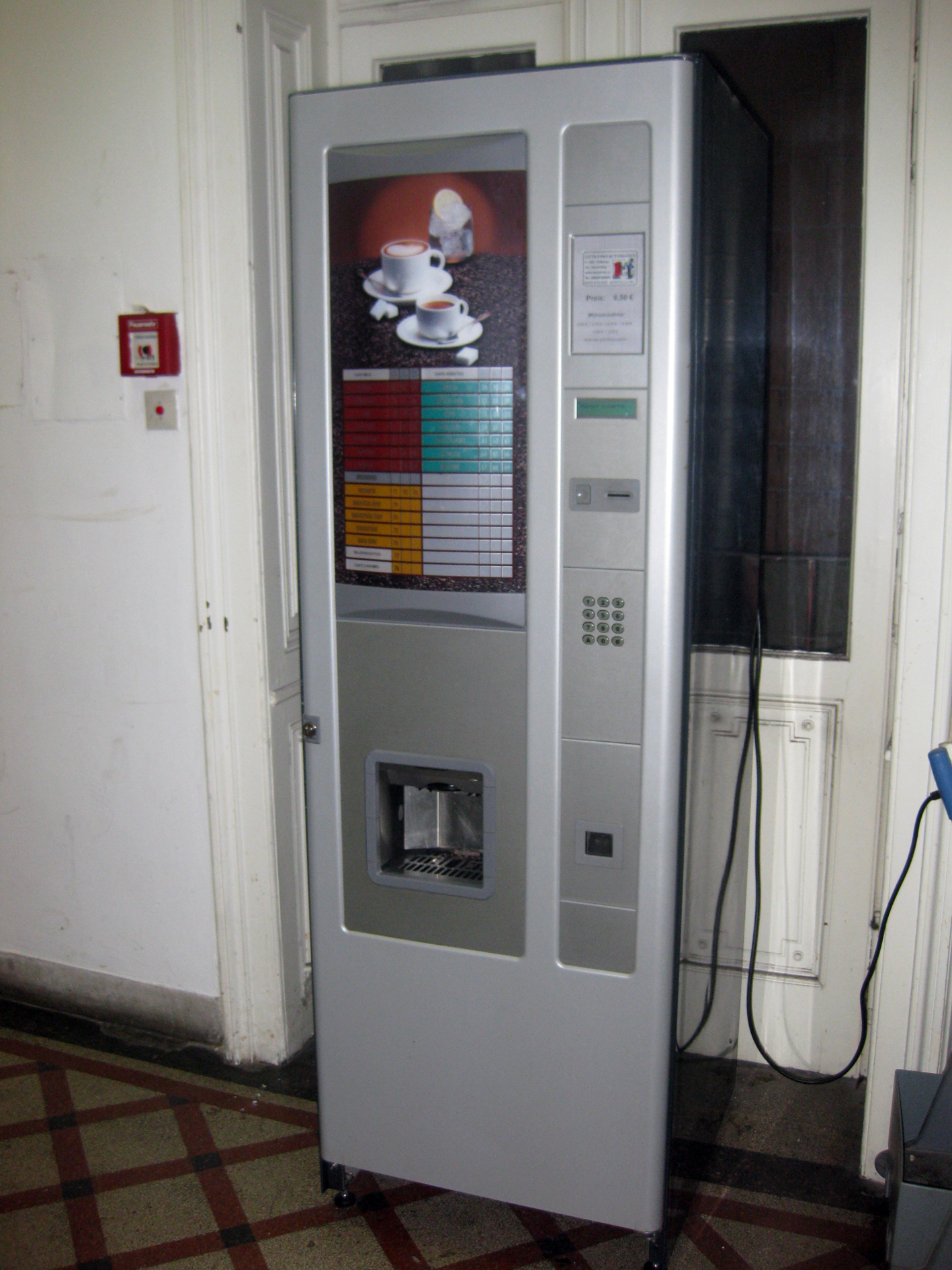
Полностью автоматическая кофемашина как торговый автомат с прорезью для монет

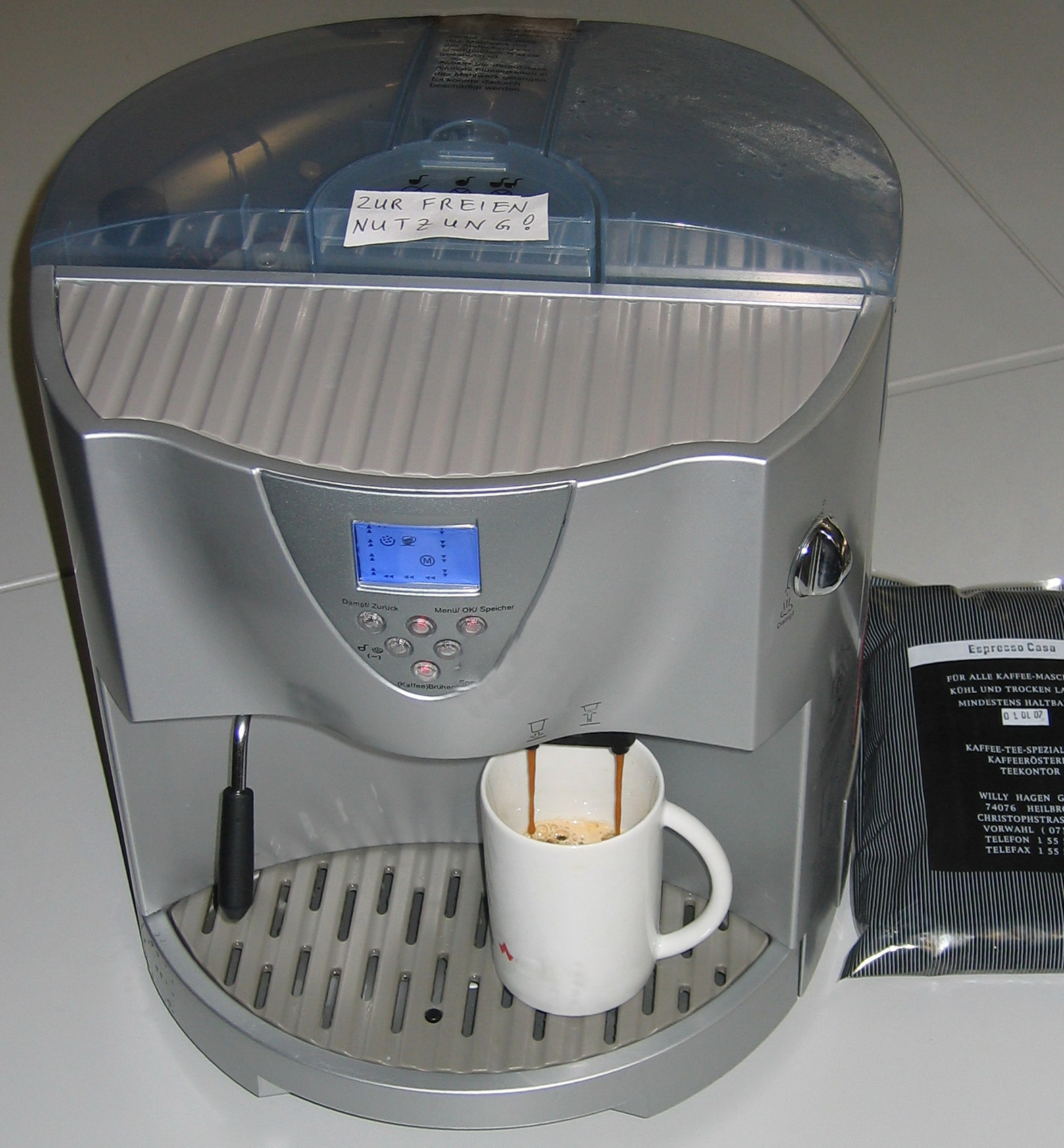
Полностью автоматическая машина, используемая дома

Кофемашина — устройство для автоматического приготовления кофе из предлагаемого продукта (зерно, молотый кофе). Варка кофе в кофемашине предполагает минимальное участие человека.
В отличие от кофеварки кофемашина размалывает зёрна и варит кофе, как из молотого кофе, так и из зёрен.

## Функции
Полностью автоматизированный процесс приготовления кофе включает в себя следующие функции (часть из них опционально):
- установка размера перемалывания зёрен кофе,
- перемол зёрен кофе,
- установка крепости кофе по желанию,
- дозирование кипятка,
- взбивание молока,
- приготовление кофе,
- приготовление 2-х порций кофе одновременно,
- приготовление капучино,
- приготовление кипятка,
- подогрев чашек для кофе,
- установка таймера выключения.

## Разновидности
Суперавтомат — такие кофейные машины, помимо полной автоматизации процесса приготовления, предоставляют возможность приготовления ряда вариантов кофе: капучино, ристретто, лунго, латте и латте-макиатто. Такие аппараты приобретаются в основном для предприятий общепита.
В 2001 году некоторые производители начали выпуск интернет-подключаемых кофемашин. По интернету новинка автоматически связывается со службой техподдержки в случае поломки и в случае завершения запаса капсул с кофейным раствором.
В 2015 году кофемашина впервые была доставлена, на транспортном КА «Дрэгон», в космос. Аппарат для космонавтов МКС, под названием ISSpresso, разработало Космическое агентство Италии совместно с известным итальянским производителем кофе Lavazza.

## Устройство

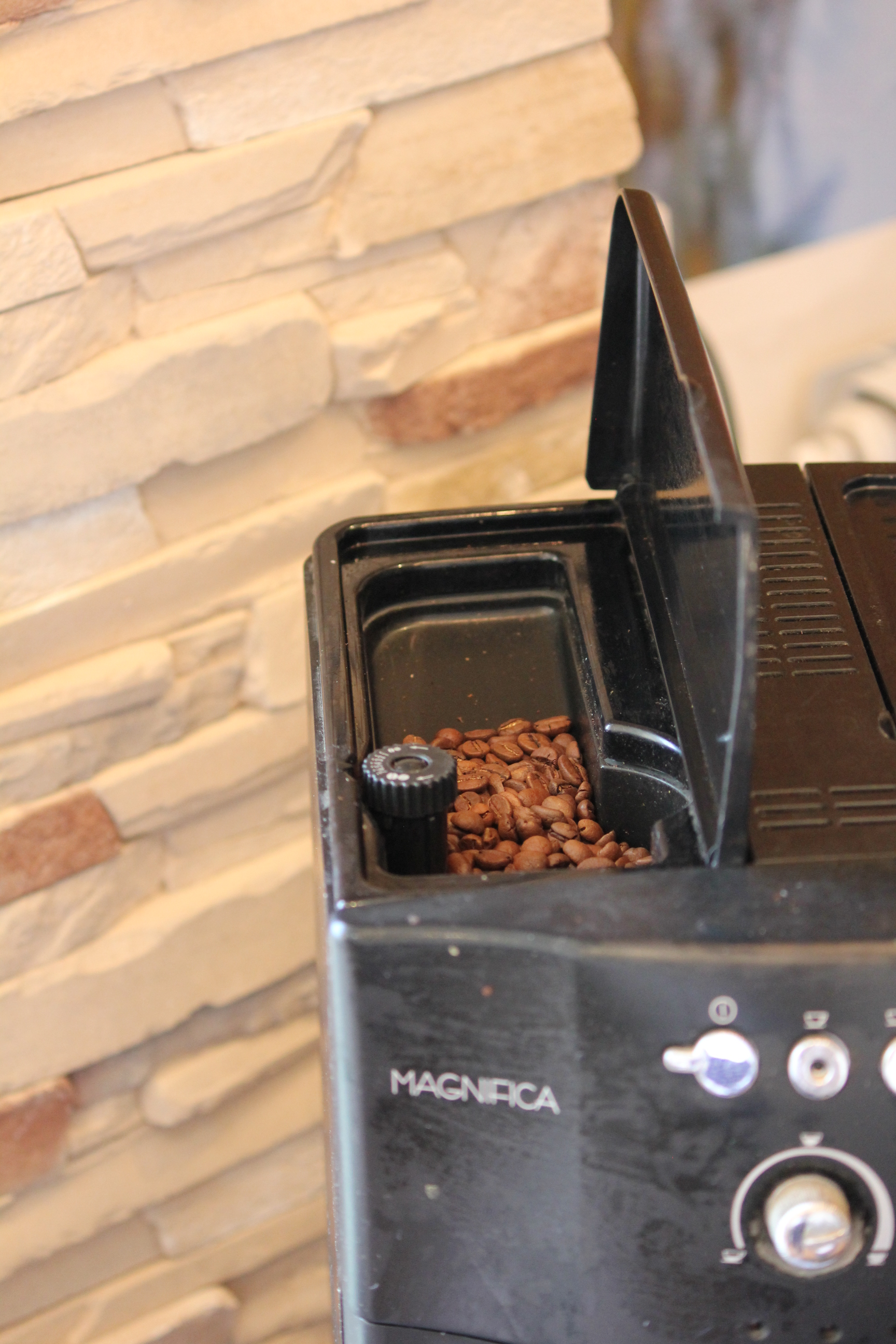
Секция загрузки кофе в зернах

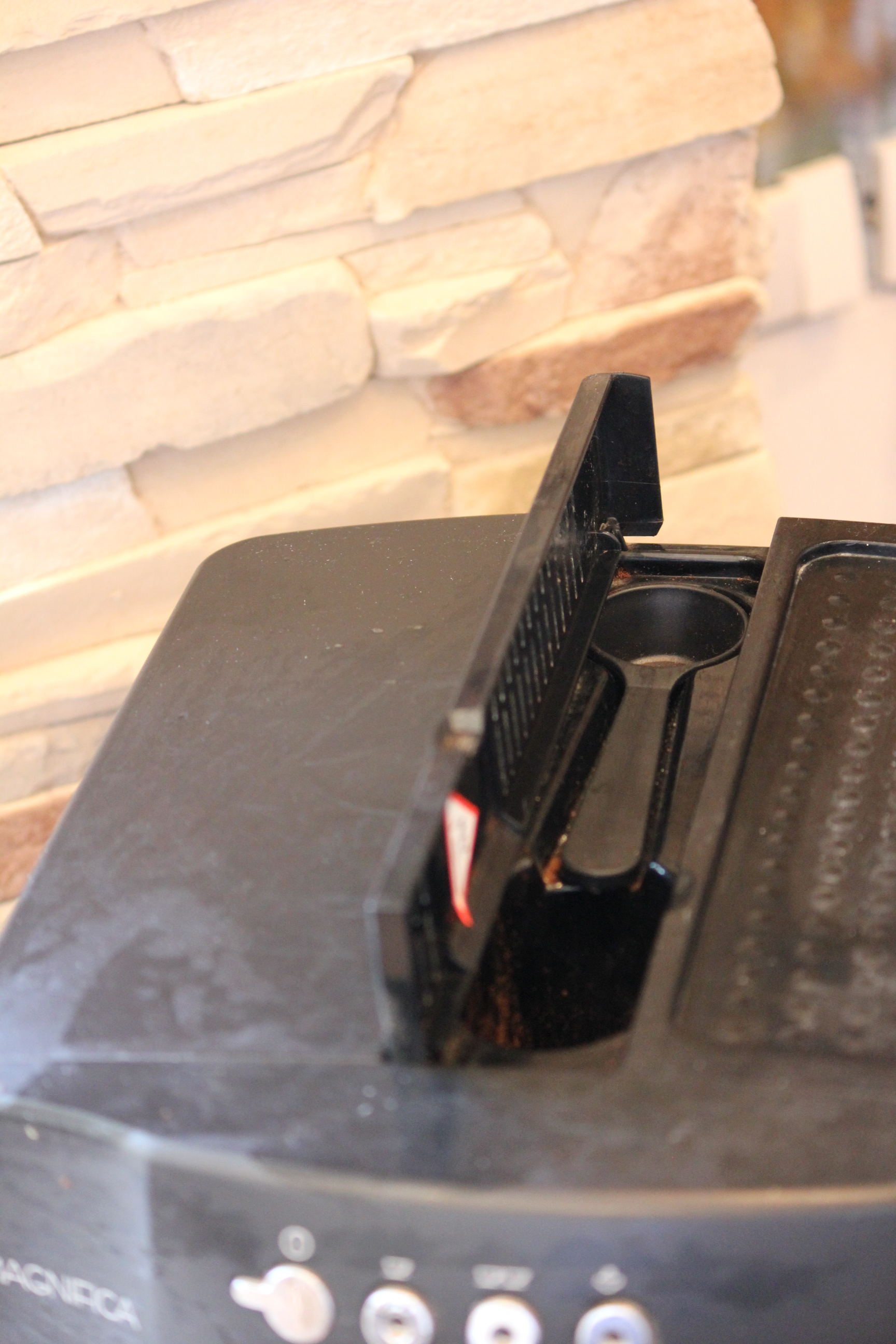
Секция загрузки молотого кофе

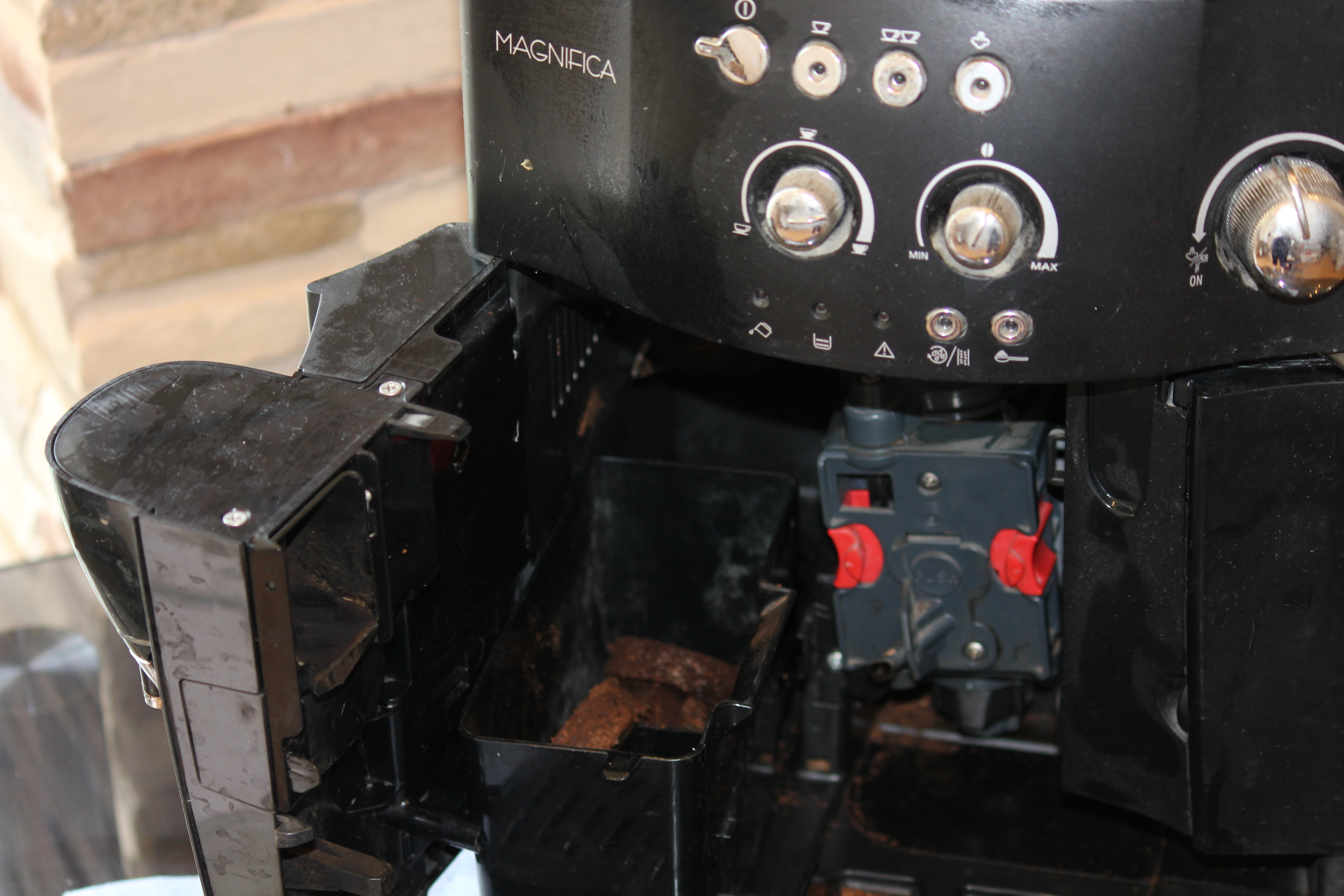
Ёмкость для сбора использованного кофе

Кофемашина имеет следующие основные функциональные узлы:
- «Бункер» для хранения кофе, и его автоматической подачи в узел перемалывания.
- Узел для перемалывания зёрен кофе,
- Ёмкость с водой,
- Воронка дозирования порошка кофе,
- Ёмкость сбора использованного порошка кофе,
- Поддон для случайного слива воды.

## Приготовление кофе
Процесс приготовления кофе представляет собой перемалывание зёрен, затем автоматически загружается необходимое количество порошка кофе, при дозировке дополнительно немного перемалывается, затем через порошок пропускается кипяток под давлением  и получается кофе. Взбитое молоко получается при использовании дополнительного устройства кофемашины. Взбитое молоко и сахар по желанию добавляется в готовый напиток.
Принцип приготовления кофе в кофемашинах по способу эспрессо — пропускание горячей воды под давлением через порцию молотого кофе.  Известно, что уже через 15 минут после помола кофе в значительной степени теряет свой аромат. При этом появляется большое количество пены, что также является признаком качества кофе. Можно наливать две чашки кофе одновременно, так называемый двойной кофе.
В некоторых современных кофеварках имеется возможность приготовить кофе-капучино.